# Star Wars: The Clone Wars (webcomic)
Star Wars: The Clone Wars è una serie a fumetti online statunitense legata alla serie televisiva omonima e pubblicata sul sito StarWars.com per la prima volta il 2 ottobre 2008, prima della messa in onda del primo episodio della serie Ambush. La webseries, è terminata il 29 aprile 2011.
Sono brevi storie a fumetti, che si collocano cronologicamente tra un episodio e l'altro e venivano pubblicati settimanalmente sul sito ufficiale StarWars.com, il giorno prima della messa in onda di ogni puntata. Questa serie a fumetti, appartiene all'Universo espanso.

## Volumi

### Prima stagione
- The Clone Wars: Prelude (ambientato prima di Ambush)
- The Clone Wars: Shakedown (ambientato prima di Rising Malevolence)
- The Clone Wars: Procedure (ambientato prima di Shadow of Malevolence)
- The Clone Wars: Agenda (ambientato prima di Destroy Malevolence)
- The Clone Wars: Mouse Hunt (ambientato prima di Rookies)
- The Clone Wars: The Fall of Falleen (ambientato prima di Downfall of a Droid)
- The Clone Wars: Discount (ambientato prima di Duel of the Droids)
- The Clone Wars: Departure (ambientato prima di Bombad Jedi)
- The Clone Wars: Transfer (ambientato prima di Cloak of Darkness)
- The Clone Wars: The Dreams of General Grievous (ambientato prima di Lair of Grievous)
- The Clone Wars: Bait (ambientato prima di Dooku Captured)
- The Clone Wars: Switch (ambientato prima di The Gungan General)
- The Clone Wars: Headgames (ambientato prima di Jedi Crash)
- The Clone Wars: Neighbors (ambientato durante Jedi Crash)
- The Clone Wars: Cold Snap (ambientato prima di Trespass)
- The Clone Wars: Shadowed (ambientato prima di The Hidden Enemy)
- The Clone Wars: The Valley (ambientato prima di Blue Shadow Virus e Mystery of a Thousand Moons)
- The Clone Wars: Covetous (ambientato prima di Storm Over Ryloth)
- The Clone Wars: Curfew (ambientato prima di Innocents of Ryloth)
- The Clone Wars: The Ballad of Cham Syndulla (ambientato prima di Liberty on Ryloth)
- The Clone Wars: Invitation Only (ambientato prima di Hostage Crisis)

### Hunting the Hunters
Nei mesi successivi alla fine della prima stagione e prima dell'inizio della seconda, sono stati pubblicati diversi fumetti per colmare l'arco di tempo tra le due stagioni. Sono stati rilasciati in tre parti con il nome di Hunting the Hunters, dopo il finale della prima stagione Hostage Crisis. Con ogni puntata, sul sito StarWars.com, sono stati pubblicati anche dei giochi online.

### Act on Instinct
Per la seconda stagione della serie televisiva, la serie a fumetti assume una nuova prospettiva. Invece di episodi settimanali che precedono quelli televisivi, la nuova webseries a fumetti, chiamata Act on Instinct, è sviluppato come una storia a sé stante, che talvolta si intreccia con la trama della serie.

### The Valsedian Operation
Per la terza stagione della serie, la serie a fumetti è proseguita i personaggi già presenti in Act on Instinct.